# Вилхелм Флорентин фон Залм
Вилхелм Флорентин фон Залм (на немски: Wilhelm Florentin, Wild-Rheingraf zu Salm; * 12 май 1670; † 5 юни 1707, Антверпен) е вилд и Рейнграф на Залм-Ньофвил.

## Произход
Той е вторият син на вилд и Рейнграф Карл Флорентин фон Залм (1638 – 1676) и съпругата му Мария Габриела де Лаленг (1639 – 1709), дъщеря на Алберт Франсоа де Лаленг (1610 – 1643), 7. граф на Хогстратен, губернатор на Артоа, и Изабела де Лин (1623 – 1678). Баща му Карл Флорентин фон Залм е убит на 4 септември 1676 г. в битка при Маастрихт на 38 години. Братята му са Фридрих II фон Залм (1658 – 1696, убит), Фридрих Карл Магнус фон Залм (1658 – 1696) и Хайнрих Габриел Йозеф фон Залм-Кирбург (1674 – 1714/1716).
Вилхелм Флорентин фон Залм умира на 37 години на 5 юни 1707 г. в Антверпен. Единственият му син Николаус Леополд фон Залм-Залм е издигнат на херцог на Хогстратен и на 1. княз на Залм-Залм.

## Фамилия
Вилхелм Флорентин фон Залм се жени на 28 септември 1699 г. във Виена за графиня Мария Анна Елеонора фон Мансфелд-Фордерорт, принцеса на Фонди (* 16 октомври 1680; † 16 януари 1724), дъщеря на граф Хайнрих Франц фон Мансфелд (1640 – 1715) и графиня Мария Луиза фон Аспремон-Нантевил (1652 – 1692). Те имат един син:
- Николаус Леополд фон Залм-Залм (* 25 януари 1701, Нанси; † 4 февруари 1770), 1739 г. 1. имперски княз на Залм-Залм, херцог на Хогстратен и вилд и Рейнграф, женен I. на 5 март 1719 г. в дворец Анхолт с роднината си принцеса Доротея Франциска Агнес фон Залм (* 21 януари 1702; † 25 януари 1751), II. на 12 юли 1753 г. в Анхолт с нейната сестра принцеса Христина Анна Луиза Освалдина фон Залм (* 29 април 1707; † 19 август 1775)

Вдовицата му Мария Анна Елеонора фон Мансфелд-Фордерорт се омъжва втори път на 14 май 1711 г. за граф Карл Колона фрайхер фон Велс († 1713), и трети път на 17 май 1719 г. за граф Йохан Адам Зигфрид фон Ауершперг (1676 – 1739).